# Громницький Петро Федорович

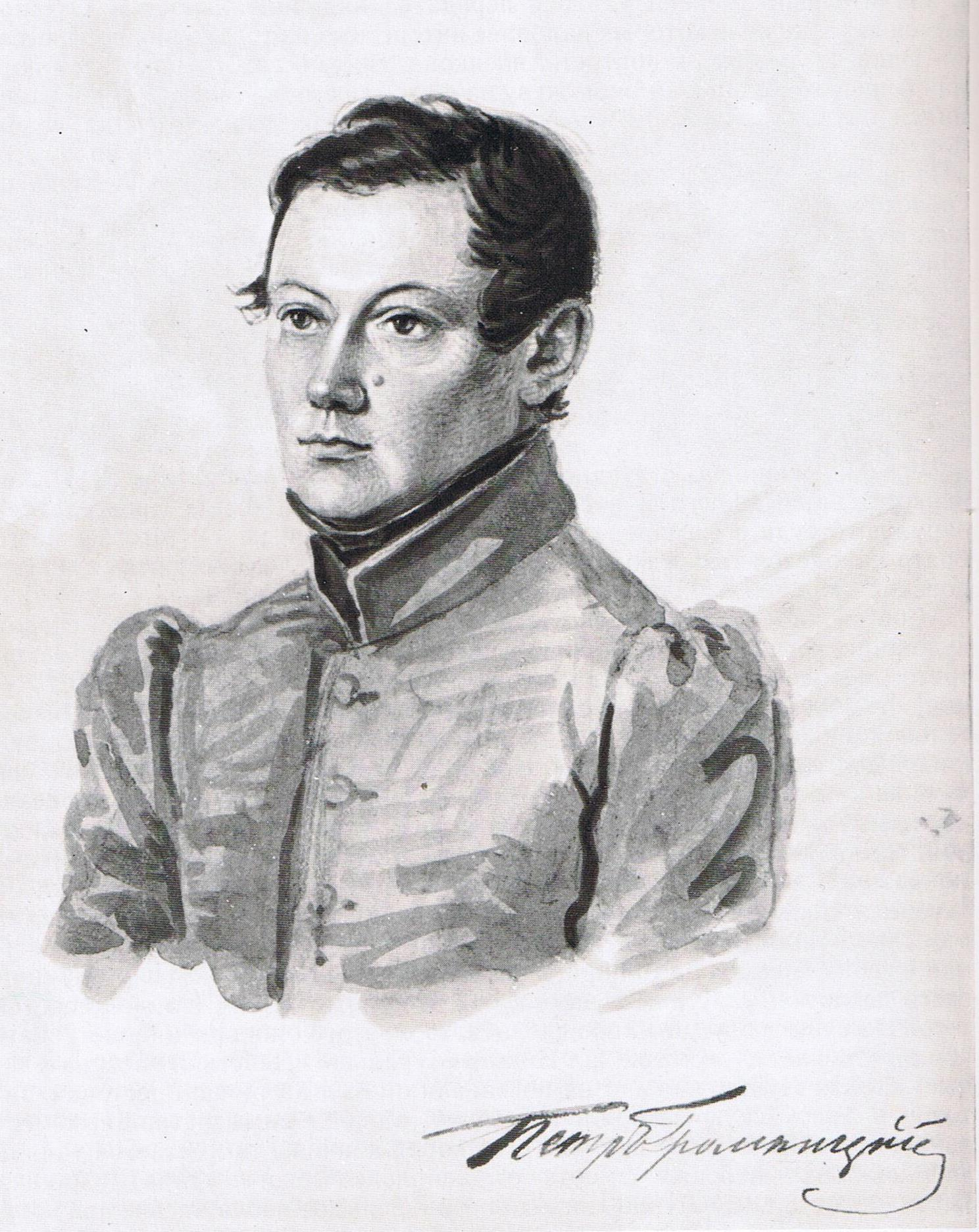
Петро Громницький

Громницький Петро Федорович (? 1803 — 31 травня 1851) — декабрист, поручик Пензенського піхотного полку.

## Біографія
Походить із дворян Пензенської губернії. Батько — Громницький Федор Григорович (помер 1846 року) — капітан у відставці, керенський уїздний суддя. Мати — Катерина Федорівна. Виховувався у 2 кадетському корпусі. В 1819 році вступив до служби прапорщиком до Пензенського піхотного полку. 1820 рік — підпоручик. 4 травня 1823 року — поручик.
Член Товариства об'єднаних слов'ян з 1824 року. В 1825 році приєднався до Південного товариства. Знав про мету товариства — встановлення республіканської форми правління у Росії, знищення всієї імператорської родини, а також усіх, хто буде перешкоджати цьому. Знав і про пропозицію розпочати дії у 1826 році: іти на Москву і встановити там Тимчасове правління. Без його згоди був призначений у число заколотників для замаху на життя імператора Олександра 1. Заарештований у Житомирі після повстання Чернігівського полку, 9 лютого 1826 року був доставлений у Петропавлівську фортецю. Засуджений по 2 розряду до позбавлення чинів і дворянства і каторжним роботам на 20 років. 22 серпня 1826 року строк каторги був скорочений до 15 років. Відправлений до Сибіру 24 квітня 1828 року. Покарання відбував спочатку у Читинському острозі, а потім у Петровському заводі. В 1832 року строк каторги був скорочений до 10 років. Був переведений на поселення в 1835 році до с. Бельське Іркутської губернії. 1842 — року відданий під особливий нагляд поліції за читання і переписування творів декабриста Луніна Михайла Сергійовича. Помер від сухоти у шпиталю Іркутського солеварного заводу в с. Усоллє, де і був похований, могила не збереглася.